# Atelopus sanjosei
Atelopus sanjosei е вид жаба от семейство Крастави жаби (Bufonidae).

## Разпространение
Видът е разпространен в Колумбия.